# Tetilla ciliata
Tetilla ciliata är en svampdjursart som beskrevs av Wilson 1925. Tetilla ciliata ingår i släktet Tetilla och familjen Tetillidae.
Artens utbredningsområde är havet kring Filippinerna. Inga underarter finns listade i Catalogue of Life.